# Utp
Albums de Alva Noto + Ryuichi Sakamoto with Ensemble Modern
Insen
(2005) Summvs
(2011)
utp_ est un album de musique électronique, collaboration des artistes Alva Noto et Ryuichi Sakamoto, et de l'ensemble de musique de chambre Ensemble Modern.

## Historique
utp_ est une œuvre commandée par la ville de Mannheim pour le 400e anniversaire de sa fondation,,. Pour cette occasion, elle invite l'artiste allemand Carsten Nicolai (sous son pseudonyme d'Alva Noto) et l'artiste japonais Ryuichi Sakamoto à s'associer à l'orchestre Ensemble Modern afin de produire une performance musicale et visuelle.
Simple village, Mannheim est fortement élargie en 1606 par Frédéric IV, qui y construit son château. Son réseau de rues perpendiculaires est l'une de ses caractéristiques. Nicolai et Sakamoto, désireux de collaborer avec un orchestre, basent leur inspiration à la fois sur le passé musical de la ville et sa structure urbaine. Le titre de l'œuvre fait référence au terme « utopie », Mannheim ayant été planifiée comme une « cité idéale »,.
utp_ est enregistrée le 16 novembre 2007 au Nationaltheater de Mannheim.
L'œuvre est la 4e collaboration de Nicolai et Sakamoto, après Vrioon (2002), Insen (2005) et Revep (2006).

## Caractéristiques
Longue de 10 pistes, l'œuvre est un mélange de sons électroniques et acoustiques, principalement composée de drones et de lents tableaux musicaux.

## Fiche technique

### Pistes
Toutes les chansons sont écrites et composées par Alva Noto, Ryuichi Sakamoto et Ensemble Modern.
| 1.  | Attack / Transition | 7:24  |
| 2.  | Grains              | 6:24  |
| 3.  | Particle 1          | 6:40  |
| 4.  | Transition          | 3:31  |
| 5.  | Broken Line 1       | 6:32  |
| 6.  | Plateaux 1          | 8:07  |
| 7.  | Silence             | 6:51  |
| 8.  | Particle 2          | 7:00  |
| 9.  | Broken Line 2       | 6:29  |
| 10. | Plateaux 2 / End    | 12:59 |

Certaines éditions contiennent également un dvd, contenant un film du concert et un documentaire permettant de rendre compte du développement de l'œuvre.
| 1. | utp_ Concert   | 74:27 |
| 2. | utp_ 'Try-out' | 38:46 |

### Interprètes
- Alva Noto : électronique
- Ryuichi Sakamoto : piano, électronique
- Ensemble Modern :
  - Aaron Baird : contrebasse
  - Eva Böcker : violoncelle
  - John Corbett : clarinette, clarinette basse
  - Yuval Gotlibovich : alto
  - Nina Janßen : clarinette, clarinette basse
  - Patrick Jüdt : alto
  - Michael M. Kasper : violoncelle
  - Rumi Ogawa : percussions
  - Rainer Römer : percussions
  - Johannes Schwarz : basson, contrebasson
  - Dietmar Wiesner : flûte, piccolo